# Куруса (Гвинея)
Куруса (фр. Kouroussa) — город на юго-востоке центральной части Гвинеи, административный центр одноимённой префектуры.

## Современная история
В 2001 году Куруса был одним из нескольких мест, особенно сильно пострадавших от наводнения, и стал центром для тысяч внутренне перемещённых лиц из окрестностей. В 2005 году Куруса потрясли крупные протесты против правительства, особенно направленные против префекта Курусы Чарльза Андре Хаба, которого обвинили в растрате доходов от местных горнодобывающих предприятий. Сообщалось, что в то время город был центром оппозиционного Объединения гвинейского народа.

## Горная промышленность
Крупные горнодобывающие компании ведут разведочное бурение на ряде предоставленных государством концессий на добычу золота недалеко от города. Территория Курусы также имеет долгую историю как центр мелкомасштабной добычи золота, которая продолжается в так называемой «кустарной добыче». Недавняя критика возникла по поводу условий труда, оплаты и широкого использования детского труда на этих небольших золотых приисках, а также метода, которым посредники, многие из которых базируются в Курусе, покупают и транспортируют золото. Золото, собранное в Курусе, продаётся — почти без регулирования или надзора — более крупным торговым домам в Бамако, Конакри и, в конечном итоге, плавильным заводам в Европе. Крупномасштабная добыча титана также была предложена на территории Курусы, причём с 2007 года предлагались как выемка тяжёлых минеральных песков из рек и ручьев, так и сухие карьеры. Добыче минералов способствует сооружённая здесь в 1913 году Трансгвинейская железная дорога.